# Wolfskind (Zweiter Weltkrieg)
Als Wolfskinder mit Bezug zum Zweiten Weltkrieg bezeichnet man Kinder, die im nördlichen Ostpreußen am Ende des Krieges durch die Schlacht um Königsberg sowie andere Kriegseinwirkungen und -folgen zeitweise oder dauerhaft elternlos geworden sind. Sie flüchteten in das Baltikum oder wurden dorthin gebracht, um die ersten Nachkriegsjahre zu überleben. In Litauen wurden sie als vokietukai bezeichnet, was „kleine Deutsche“ heißt. Ansonsten bezeichnet man als Wolfskinder Kinder, die in jungen Jahren eine Zeit lang isoliert von anderen Menschen aufwuchsen und sich deshalb in ihrem erlernten Verhalten von normal sozialisierten Kindern unterscheiden.

## Situation: Einkesselung des nördlichen Ostpreußens

Physische Karte der Oblast Kaliningrad mit den historischen deutschen Ortsnamen (vor 1938)

Mit der Ostpreußischen Operation wurde das Gebiet im nördlichen Ostpreußen um Königsberg Mitte Januar 1945 durch die sowjetische Armee eingekesselt. Flucht war für die deutsche Bevölkerung nur noch bis Ende Januar 1945 über die Frische Nehrung, danach bis April 1945 über die Ostsee von Pillau aus möglich. Im Potsdamer Abkommen wurde das nördliche Ostpreußen der Sowjetunion zugesprochen. Die Grenze zu dem südlichen Ostpreußen, das an Polen fiel, wurde im Sommer mit Drahtverhauen und Wachtürmen geschlossen.

## Elternlose Kinder
Die Väter waren als Soldaten eingesetzt, gefallen oder später in Kriegsgefangenschaft geraten. Im Jahr 1945 flohen zahlreiche Deutsche aus dem nördlichen Ostpreußen vor der Roten Armee, wurden jedoch teilweise wieder in das Gebiet zurückgeschickt oder von der heranrückenden Front überrollt, da sie nicht schnell genug vorankamen. Weitere Zehntausende Deutsche, auch Frauen und junge Mädchen, wurden 1945 zur Zwangsarbeit in das Innere der UdSSR verschleppt. Zivilisten kamen bei Erschießungen und gewaltsamen Übergriffen um, ebenso durch Zwangsarbeit, Unterernährung und verschiedene Epidemien.
Zahlreiche Kinder wurden zu Waisen oder wurden von ihren Eltern getrennt und mussten die Nachkriegszeit elternlos überleben und sich selbst durchschlagen. Das war angesichts der katastrophalen Lebensmittelversorgung in Ostpreußen und besonders in Königsberg (Preußen), heute Kaliningrad, sehr schwer. Die in diesem Gebiet verbliebenen Deutschen durften zunächst nicht in die Sowjetische Besatzungszone ausreisen.

## Begriff der Wolfskinder
Der Begriff Wolfskinder wurde erst in den 1990er Jahren gebräuchlich. In der Sage von Romulus und Remus sind die Elemente der Situation verlassener Kinder erkennbar. Die Kinder verselbständigten sich, verwilderten und schlossen sich zu Notgemeinschaften zusammen. In Litauen mussten sie sich als Einzelne behaupten, um nicht aufzufallen und um bei hilfsbereiten Bauern Unterschlupf zu finden.
Der Wolfskinder-Geschichtsverein e. V. definiert Wolfskinder als „anhanglose deutsche Kinder und Jugendliche, die im Frühjahr 1947 dem drohenden Hungertod im nördlichen Ostpreußen zu entgehen versuchten, aus diesem Grund in Litauen in außerdeutsche Zusammenhänge gerieten und infolgedessen ihre Herkunft zeitweise oder mit Hilfe einer neuen Identität gar dauerhaft verschleiern mussten“.

## Ursachen der Hungersnot
Die heimische Bevölkerung durfte nicht mehr auf die Höfe zurück oder sie bewirtschaften, die Infrastruktur war weitgehend zerstört. Es gab Seuchen und einen strengen zweiten Nachkriegswinter. Die Versorgung des sowjetischen Militärs hatte Vorrang, Neusiedler aus der Sowjetunion kamen nach Ostpreußen und mussten versorgt werden. Zudem waren die Neusiedler nicht mit den Gegebenheiten der ostpreußischen Landwirtschaft vertraut. Durch Unkenntnis der klimatischen Bedingungen, der Böden und der technischen Einrichtungen fielen die ersten Ernten nur sehr bescheiden aus.

## Überleben der Wolfskinder

### Betteln und Arbeiten in Litauen
Wo die Eltern und Großeltern nach der sowjetischen Besetzung an Hunger und Krankheit verstarben, mussten sich die Kinder alleine vor dem Verhungern bewahren durch „Betteln, Schuften und Stehlen“. Litauische Bauern, die in den ostpreußischen Städten Lebensmittel verkauften, warben 1946 Kinder und Jugendliche als Arbeitskräfte an. Daraufhin fuhren zahlreiche Kinder regelmäßig nach Litauen, um Lebensmittel einzutauschen oder zu erarbeiten bzw. zu erbetteln oder um dort dauerhaft zu bleiben. Genaue Zahlen liegen nicht vor. Schätzungen gehen davon aus, dass sich 1948 ca. 5.000 deutsche Kinder und Jugendliche in Litauen aufhielten.

„Die meisten wurden im Kindes- und Kleinkindalter durch den Krieg und die Flucht zu Vollwaisen. Sie mußten sich alleine durchschlagen, mußten sehen, wie sie überlebten. Viele gelangten nach Litauen, wo sie sich bei Bauern ihren Lebensunterhalt erarbeiteten. Eine Schulbildung blieb den meisten verwehrt, ein Großteil kann weder schreiben noch lesen. In der Regel erhielten die Kinder neue litauische Vor- sowie Nachnamen und wurden Litauer. Sie hatten keine Wahl, war es doch verboten, sich als Deutsche zu erkennen zu geben.“

### Sowjetische Kinderhäuser
Die noch auffindbaren deutschen Waisenkinder wurden später in sowjetische Kinderhäuser in Ostpreußen eingeliefert. Ostpreußische Waisenkinder wurden auch von sowjetischen Familien adoptiert. Unterlagen dazu sind bisher nicht einsehbar. Die Deutschen, die nach Litauen geflohen waren, mussten sich registrieren lassen. Bis zu Beginn der 1950er Jahre kamen sie mit Güterzügen in die Sowjetische Besatzungszone, die spätere DDR.

### Kinder- und Jugendheime der DDR

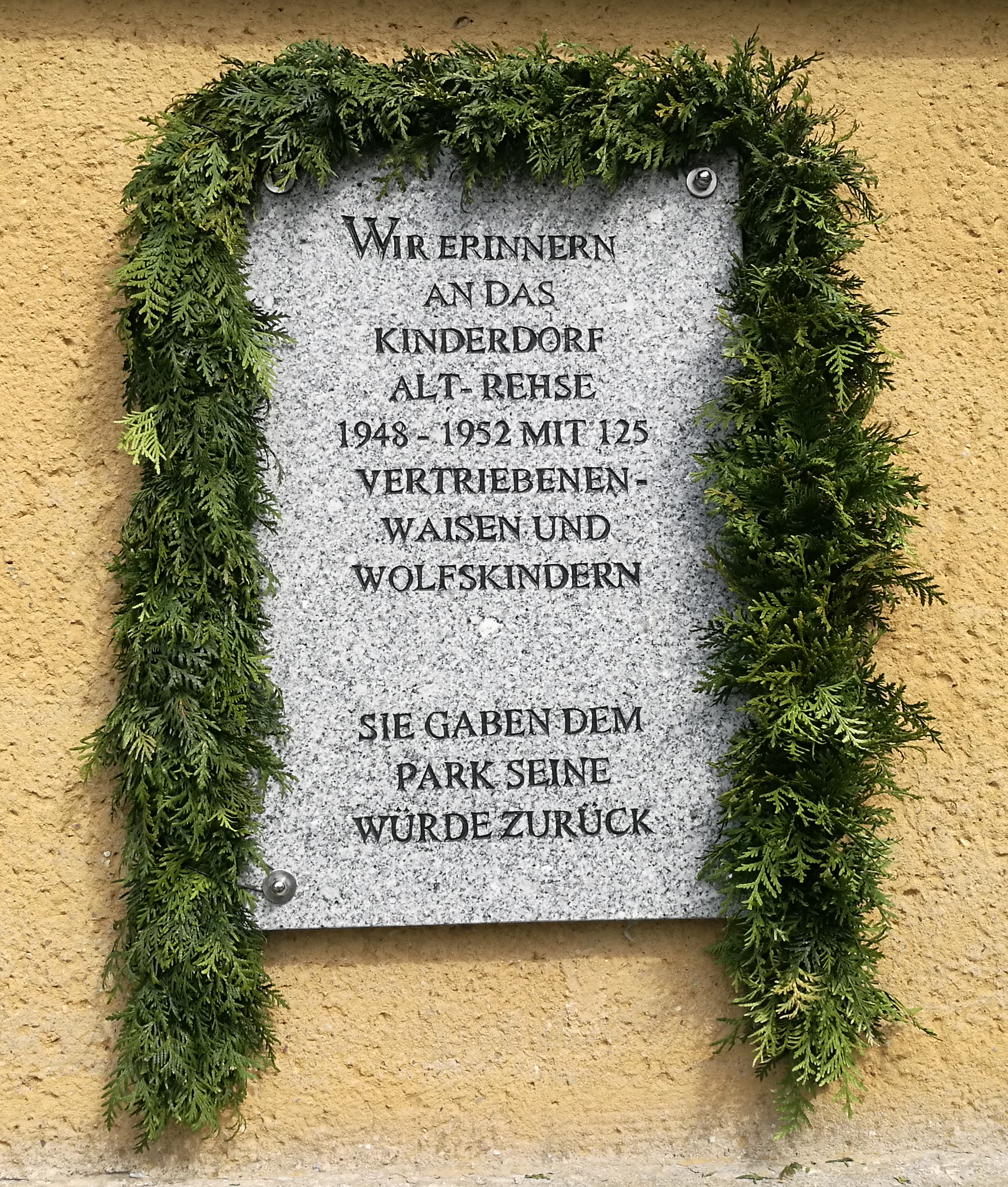
Gedenktafel am Schloss Alt Rehse, an die Zeit als Kinderheim erinnernd

Ab Herbst 1947 bis 1949 wurden schrittweise die noch verbliebenen bekannten Deutschen in die DDR ausgewiesen. Darunter gab es auch reine Kindertransporte. Die elternlosen Kinder wurden der Jugendhilfe in der DDR zugewiesen, z. B. in Heimen in Kyritz und Chemnitz-Bernsdorf. Kinder, die in Litauen untergekommen waren, verblieben dort meist unentdeckt. Im Mai 1951 wurden 3.300 Kinder und Jugendliche in die DDR gebracht. Eine bisher nicht festgestellte Zahl erreichte eine Ausreise in den Jahren zwischen 1956 und 1991. Die damals jungen Waisen konnten sich nicht immer an ihre Identität erinnern, Angaben in der Suchdienstkartei waren vage, die beruflichen Entwicklungschancen waren schlecht.

### Auffanglager der Bundesrepublik
Wolfskinder, die sich in der DDR nicht wohlfühlten, gingen nach Westdeutschland und wurden dort in Auffanglagern untergebracht. Wegen der Arbeitslosigkeit in Westdeutschland erhielten sie keine Zuzugsgenehmigung in größere Städte. Erst mit dem Bundesvertriebenengesetz von 1953 wurde die Eingliederung erleichtert. Wolfskinder, die in der Bundesrepublik Deutschland nicht heimisch wurden, wanderten in die Schweiz, nach Großbritannien, USA und Australien aus.

## Berichte von überlebenden Zeitzeugen
Eine umfassende Geschichte der Schicksale der Wolfskinder bis heute veröffentlichte die Journalistin Sonya Winterberg im Mai 2012 in ihrem Buch Wir sind die Wolfskinder. Verlassen in Ostpreußen. Darin wird zusätzlich das Versagen der deutschen Politik gegenüber den Wolfskindern seit 1990 ausführlich thematisiert.
Zeitzeugenberichte liegen von Kindern vor, deren Mütter auf der Flucht aus Ostpreußen durch die sowjetische Armee eingeholt wurden, bei ihrer Rückkehr in die ostpreußischen Heimatorte ihre alten Wohnungen zerstört vorfanden bzw. aus ihnen verwiesen wurden und dann durch Hunger, Kälte und Typhus starben. Die Waisen mussten sich dann alleine durchschlagen und wurden zu Wolfskindern.
Weitere fünf Vollwaisen der Geburtsjahrgänge 1930–1939 schildern im Buch Von Ostpreußen nach Kyritz von Ruth Leiserowitz ihre Überlebensgeschichte. Diese Wolfskinder kamen letztendlich in ein Kinderheim in der DDR. In einer Todesanzeige für eine 1939 geborene und Ende 2009 verstorbene Ostpreußin wurde auf die schwersten Lebensbedingungen als heimatloses Waisenkind in Ostpreußen und Litauen hingewiesen.

### Berichte
Die Geschichte eines Überlebenden wird im Buch Abandoned and Forgotten von Evelyne Tannehill beschrieben. Evelyne und ihre Familie wurden auf ihrem Bauernhof in Ostpreußen beim Einmarsch der Roten Armee über die Ostsee getrennt. Erst nach dem Zusammenbruch der Sowjetunion im Jahr 1991 konnte sie nach Ostpreußen zurückkehren, um das Land ihrer Kindheit wieder zu besuchen.
Ein ungewöhnliches Wolfskind-Schicksal ist das von Liesabeth Otto (* 1937). Sie floh zunächst in den Westen. Nach dem Hungertod ihrer Mutter in Danzig 1945 ging sie mit ihren beiden Geschwistern in ihre Heimatstadt Wehlau zurück. Dort fanden ihre Geschwister Arbeit. Nach einer Auseinandersetzung mit ihren Geschwistern wegen eines Stückes Butter fuhr sie auf einem Güterzug nach Litauen, wurde während der Fahrt hinunter gestoßen und blieb schwer verletzt liegen. Sie wurde von einer litauischen Bäuerin für kurze Zeit aufgenommen und änderte ihren Namen in Martije. Im Sommer 1945 wurde sie von einer Gruppe Jugendlicher fast erhängt, aber von einem fremden Mann gerettet. Im Jahr 1946 wurde sie von einem Bauern vergewaltigt, in die Memel geworfen und von zwei Fischern gerettet. Bis 1953 schlug sie sich arbeitend und bettelnd durch. Im Jahr 1953 kam sie wegen des Diebstahls von Lebensmitteln und Kleidung in ein Kindergefängnis und wurde nach zwei Jahren entlassen. Nach einem weiteren Diebstahl kam sie in ein Erwachsenen-Straflager. Im Jahr 1976 wandte sie sich an das Deutsche Rote Kreuz und fand dadurch Vater und Bruder in Westdeutschland, zog dort für ein Jahr hin und danach zurück in die Sowjetunion.
Der Vater von Joseph S. fiel 1942. Nach der sowjetischen Eroberung Tilsits 1945 marschierte Joseph S. (* 5. Mai 1936) mit seiner Mutter über Wiesen nach Osten. Seine Mutter wurde von dem Fahrer eines Militärfahrzeugs zum Einsteigen gezwungen, Joseph S. blieb alleine zurück und sah sie nie wieder. Eine Litauerin nahm ihn auf, gab ihn als ihren Neffen aus und verschaffte ihm litauische Papiere. Er wurde zum Handwerkergesellen ausgebildet. Im Jahr 1994, nach dem Fall der Mauer, zog er nach Potsdam und konnte seine deutsche Identität aus alten deutschen Archiven beweisen.
Die Eltern von Gertrud B. (* 15. Februar 1940) zogen 1939 in das Memelland. Der Vater, ein Fischer, floh Anfang 1945 mit seiner Frau und dem jüngsten Kind. Gertrud B. und ihr älterer Bruder sollten nachgeholt werden und blieben in Memel. Drei Tage später wurden die beiden Geschwister von Russen entdeckt und in einem Wald ausgesetzt. Sie wurden in einem Bauernhof aufgenommen, und der ältere Bruder konnte dort arbeiten. Nach einem halben Jahr wurden sie durch die Russen aufgespürt und in ein Kinderheim in der DDR gebracht. Ihr älterer Bruder musste beim Wiederaufbau von Gebäuden helfen. Ihr Vater entdeckte sie 1948 durch seine Nachfrage in den Waisenhäusern.
Der Vater von Siegfried Gronau (* 5. August 1936) starb 1943 an seinen im Krieg erhaltenen Verwundungen. Siegfried Gronau floh mit seiner Mutter und den Geschwistern im Treck Richtung Westen, und sie wurden von der Sowjetischen Armee überrollt. Siegfried Gronau, seine Schwestern und seine Mutter gingen zurück nach Königsberg, konnten nicht mehr in ihre Wohnung und hausten in einem kleinen Kellerraum. Zwei seiner Schwestern starben an Hunger, eine weitere nach Vergewaltigung. Auch seine Mutter drohte an Entkräftung zu sterben. Auf der Suche nach Essbarem fuhr er als blinder Passagier mit dem Zug nach Kaunas, wurde von einer jungen Frau aufgenommen, zog dann von Bauernhof zu Bauernhof. Um nicht aufzufallen, musste er Name, Herkunft und Identität ablegen und konnte 1956 eine Ausbildung zum Kranführer machen. Er erhielt einen sowjetlitauischen Pass. Danach leistete er seinen Militärdienst bei der Roten Armee ab und heiratete eine Litauerin. Im Jahr 1973 konnte er mit seiner Familie mit Hilfe einer Tante nach Westdeutschland ausreisen. Er lernte wieder deutsch sprechen und fand Arbeit bei einer Schiffsgesellschaft.
Gerhard Gudovius (* 1932, Königsberg) wuchs ab 1937 bei seinen Großeltern auf. Seine Mutter war bei einer Operation gestorben, sein Vater unbekannt. Nach dem Tod seiner Großeltern wanderte er 1947 nach Litauen. Zunächst bettelte er, wurde dann von einer Bauersfamilie aufgenommen, nahm den neuen Namen Gerhardas an und wurde im Frühsommer 1951 zur Ausreise in die DDR gezwungen. Er verließ Mitte der 1950er Jahre die DDR und zog nach Reutlingen. Durch das Rote Kreuz fand er seinen Onkel, zerstritt sich mit ihm und gründete eine Familie.
Manfred Schwaak (1941–2014), seine Mutter und seine drei Geschwister mussten ihre Heimat in Heiligenwalde im Februar 1945 verlassen. Sein Vater war Soldat im Zweiten Weltkrieg. Seine Mutter und sein jüngster Bruder starben an Unterernährung. Er fuhr mit seinem älteren Bruder und seiner älteren Schwester im April 1946 mit einem Güterzug in das litauische Kaunas. Sie kamen in der Umgebung des Dorfes Romanavas bei drei unterschiedlichen Bauersfamilien unter. Alle drei wurden im Frühjahr 1951 von den sowjetischen Truppen entdeckt und in die DDR abgeschoben. Durch den Internationalen Suchdienst fanden sie ihren Vater in Augsburg und wurden in einem Kinderheim in Augsburg untergebracht. Nach dem Zusammenbruch der Sowjetunion gelang es ihm und seinem Bruder, seine ehemaligen Pflegeeltern in Litauen zu besuchen. Aus seiner großen Dankbarkeit den Litauern gegenüber gründete er das Kinderhilfswerk Litauen und versorgte Schulen und Kindergärten mit gespendeten Hilfsgütern.
Friedel Schäfer (* 23. September 1940 in Skrodeln, Kreis Tilsit, Memelland) wurde mit ihrer Mutter Gertrud und ihrem Bruder im Herbst 1944 nach Liesken (Kreis Bartenstein) evakuiert. Ihr Vater kam im März 1945 in sowjetische Kriegsgefangenschaft. Die Mutter starb im November 1946 in Liesken an Tuberkulose. Im Dezember 1946 kamen die beiden Geschwister aus dem südlichen Ostpreußen (unter polnischer Verwaltung) in ein polnisches Kinderheim und sie im Jahr 1950 in ein polnisches Mädchenheim. Sie lebte in Danzig und war in Polen integriert. Ihr Vater wurde 1946 nach Skrodeln entlassen und wurde mit seiner neuen Familie nach Sibirien verschleppt. Er konnte erst 1958 nach Deutschland ausreisen, fand durch einen Suchantrag beim Roten Kreuz durch Hilfe des Polnischen Roten Kreuzes seine Kinder. Friedel Schäfer reiste 1965 nach Espelkamp (Westfalen) aus, lernte deutsch, arbeitete und heiratete. Ihr Bruder reiste Mitte der 1960er-Jahre ebenfalls nach Westdeutschland aus und starb 1968.
Ursula Dorn (* 23. September 1940 in Königsberg) wurde mit ihrer Familie im April 1945 nach der sowjetischen Eroberung Königsbergs eingeschlossen und danach auf einen Todesmarsch geschickt, den die meisten Zivilisten nicht überlebten. Von Hunger getrieben und der Gewalt überdrüssig flüchtete sie im Februar 1946 mit einem Güterzug von Königsberg bis nach Kaunas, wo sie von einem litauischen Lehrer aufgenommen wurde. Einige Wochen später gelang es ihr, ihre Mutter aus Königsberg nachzuholen, während zwei ihrer Geschwister in der Stadt verhungerten. Nachdem sie über zwei Jahre in den Wäldern des Landes gehaust hatten, wurden Ursula und ihre Mutter im Oktober 1948 in die SBZ deportiert. Später gelang beiden die Flucht aus der DDR.

### Biographien
Helmut Komp versuchte, in Königsberg zu überleben, versteckte sich auf einem Güterzug nach Osten, zog durch Litauen, kam bei einer Bauernfamilie unter, wurde von den Sowjets aufgespürt und ausgewiesen und konnte danach ein eigenbestimmtes Leben aufbauen.

## Lage der Wolfskinder in Litauen

### Hilfe durch Litauer
„Die Hilfe der Litauer für die hungernden Ostpreußen lässt sich nicht beziffern. Alle Geschichten berichten immer wieder von neuen Begebenheiten, bergen weitere Facetten. Jede Erwähnung dieser Zeit und dieser Geschichte birgt auch immer ein Danke an die litauische Bevölkerung dieser Zeit.“

### Verbliebene Wolfskinder in Litauen
Von den verbliebenen Wolfskindern in Litauen konnten einige als Spätaussiedler in den 1970er-Jahren in die Bundesrepublik auswandern, einige konnten nach der Unabhängigkeit von Litauen durch den Zusammenbruch der Sowjetunion auswandern, andere wählten Litauen als neue Heimat. Ende 2022 leben mindestens noch 29 ehemalige Wolfskinder in Litauen.

### Verein
Einige hundert „Wolfskinder“ wurden in Litauen nach dessen Trennung von der Sowjetunion bekannt, von denen 2010 noch fast 100 dort lebten.
In Vilnius gibt es den Verein Edelweiß-Wolfskinder, der auch von deutscher Seite unterstützt wird. Hier ist kostenloser Versammlungs- und Vereinsservice für die Mitglieder möglich, der auch in einer Begegnungsstätte in Klaipėda (Memel) stattfindet. Von den heute noch lebenden alten Betroffenen beherrschen nur noch wenige die deutsche Sprache.
Seit Anfang der neunziger Jahre kämpfen die „Wolfskinder“, die sich seit September 1990 in einem Verein engagieren, um die Anerkennung als deutsche Staatsbürger. Sie hatten dem Bundesverwaltungsamt zufolge nach deutschen Gesetzen mit der Annahme der litauischen Staatsbürgerschaft 1991 ihre bis dahin geltende deutsche Staatsbürgerschaft verloren.
Ziele der Wolfskinder sind heute u. a. Auffinden von Familienangehörigen, Zuerkennung der deutschen Staatsangehörigkeit, Familienzusammenführung, Ausreise nach Deutschland, Pflege deutscher Kultur.

### Wirtschaftliche Lage
Seit dem 1. Januar 2008 wurde die Personengruppe der Wolfskinder in Litauen in das Gesetz der Litauischen Regierung zur Kompensation von Personen, die durch den Zweiten Weltkrieg und die Okkupation gelitten haben, einbezogen. Seit über 20 Jahren kümmert sich der ehemalige CDU-Abgeordnete Wolfgang von Stetten um die „Wolfskinder“, weshalb er auch Vater der Wolfskinder genannt wird.
2007 lebten noch 96 „Wolfskinder“ in Litauen. Sie waren wegen familiären Beziehungen dort verblieben, oder weil sie nicht in der Lage waren, noch entsprechende Anträge zu stellen. Nachdem trotz aller Versuche der deutsche Staat keine Hilfe geleistet hatte, startete von Stetten eine neue Initiative 100 Litas im Monat, wobei bald anstelle der 35 Euro 350 Litas resp. 100 Euro monatlich gefordert wurde. So sind an die inzwischen nur noch 76 verbliebenen „Wolfskinder“ 500.000 Euro geflossen, über 5.000 Euro pro Person. Im Jahr 2013 lebten in Litauen noch etwa rund 80 Wolfskinder. Sie bekommen wegen ihrer nicht nachweisbaren oder gering bewerteten Beschäftigungen nur eine geringe Rente. Nur diejenigen, die ihre Geburt in Ostpreußen nachweisen können, erhalten einen Zuschuss von 180 Litas (gut 50 EUR). Damit sind sie den Entschädigungsopfern des deutschen Staats (Holocaust-Überlebende, Kriegsgefangene und Fremdarbeiter) gleichgestellt.

## Wahrnehmung in Deutschland
1991 wurde der Dokumentarfilm Wolfskinder von Eberhard Fechner im ZDF gezeigt. 1996 berichtete Ruth Leiserowitz, geb. Kibelka über die Wolfskinder. Ein Artikel im Spiegel machte seine Leser auf das Schicksal der Wolfskinder und auf das Erscheinen des Buches über die Wolfskinder aufmerksam. Im Mai 1999 sprach der Bundespräsident Roman Herzog bei seiner Litauen-Reise mit Wolfskindern. Bundespräsident Christian Wulff empfing am 10. Mai 2011 eine Gruppe der sogenannten Wolfskinder aus Litauen. Der Vorsitzende der Gruppe der Vertriebenen, Aussiedler und deutschen Minderheiten der CDU/CSU-Bundestagsfraktion Klaus Brähmig forderte, die Forschung zu den Wolfskindern müsse intensiviert werden: „Der Bundespräsident setzt mit dem Empfang der Wolfskinder ein wichtiges Zeichen der Verbundenheit mit den früheren ostpreußischen Kindern, deren Schicksal in Deutschland immer noch zu wenig bekannt ist. Es ist sehr erfreulich, dass sich Politik und Medien zunehmend der Thematik dieser Waisenkinder annehmen, von denen viele bis heute nicht wissen, dass sie deutscher Herkunft sind. Die Union setzt sich weiter dafür ein, dass auch die wissenschaftliche Aufarbeitung intensiviert und das Thema der Wolfskinder etwa in der Bundesvertriebenenstiftung behandelt wird.“

## Suche nach Familienangehörigen
Das Deutsche Rote Kreuz hilft denen, die den Kontakt zu ihren Familienangehörigen bei der Flucht aus Ostpreußen verloren haben (also auch den Wolfskindern), bei der Identifikation und der Suche. (Siehe auch unter Vermisste Person)

## Gedenken

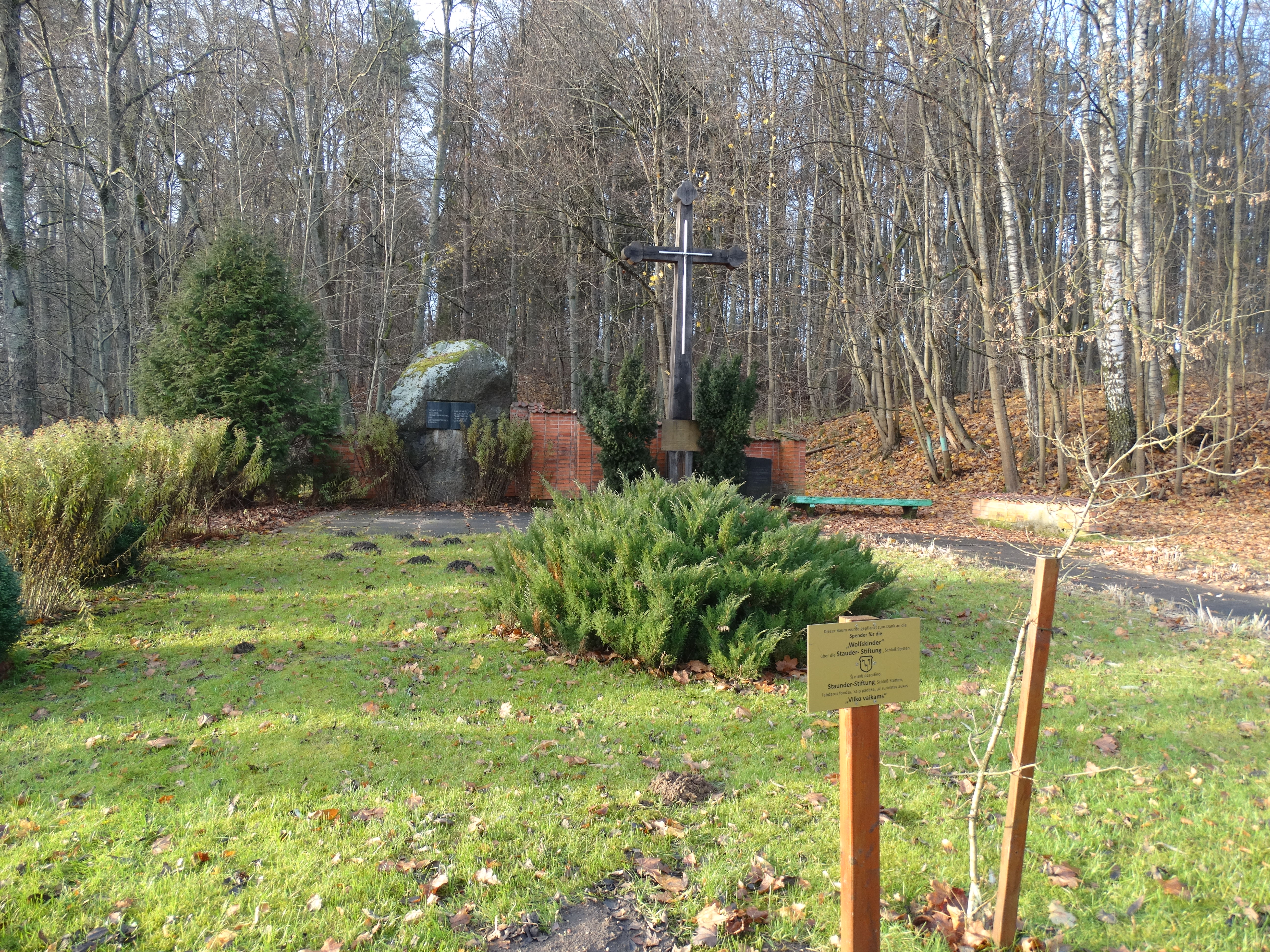
Das „Wolfskinder-Denkmal“ in Mikytai

Fünf Kilometer nördlich von Tilsit bei Mikytai (Mikieten) auf litauischer Seite, an der Straßenkreuzung der A12 Tauragė (Tauroggen)-Tilsit mit der 141 von Šilutė (Heydekrug) erinnert das „Wolfskinder-Denkmal“ an die 1944–1947 in Ostpreußen getöteten und verhungerten Menschen und damit auch an die zurückgebliebenen elternlosen Kinder. In Mikytai (Mikieten) wurde an der A12 darüber hinaus das Haus der Wolfskinder mit einer Dauerausstellung zum Schicksal der Wolfskinder eingerichtet. Seit September 2024 besteht in Litauen ein offizieller Gedenktag für Wolfskinder.
Wolfskinder, die durch Hunger, Kälte, Torturen und Entbehrungen nicht überlebt haben, können als Kriegsopfer auf Kriegsgräberstätten beigesetzt werden. Es ist unwahrscheinlich, dass ihre Gräber noch auffindbar sind und umgebettet werden können. Insofern bleibt das Andenken an sie nur noch durch die Erinnerung an ihr Schicksal präsent.
Der Verein Kinderhilfe Litauen wurde von dem ehemaligen Wolfskind Manfred Schwaak (1941–2014) gegründet. Der Verein unterstützt seit 1994 Schule, Kinderheim, Kindergarten und Krankenhaus in Litauen aus Dankbarkeit für die frühere Mitmenschlichkeit der Litauer für die Wolfskinder.

## Ausstellungen
- 12. März – 29. Mai 2016  im Ostpreußischen Landesmuseum, Lüneburg: Wolfskinder. Verlassen zwischen Ostpreußen und Litauen. Gemeinschaftsprojekt mit dem „Deutschen Kulturforum Östliches Europa e. V.“ in Potsdam.

## Filme
- Wolfskinder, Dokumentarfilm, Eberhard Fechner (Regie), Deutschland 1991, ZDF. Der Film erzählt von einer ostpreußischen Flüchtlingsfamilie, deren Kinder sich auf den Trecks aus ihrer Heimat verloren hatten und auf wundersame Weise wieder zusammenfanden. Eberhard Fechner schildert die Erlebnisse dieser Geschwister zwischen Privatem und Geschichtlichem.
- Irgendwo gebettelt, irgendwo geklaut… Ein Wolfskind auf Spurensuche, Reportage, Ingeborg Jacobs (Regie), Deutschland 1994.
- Die eiserne Maria, Dokumentarfilm, Ingeborg Jacobs (Regie), Hartmut Seifert (Kamera), Deutschland 2002, Arte. Filmische Biographie des Wolfskindes Liesabeth Otto.
- Die Kinder der Flucht. Teil 2 Wolfskinder. Hans-Christoph Blumenberg (Regie), Guido Knopp (Redaktion), Deutschland 2006, ZDF. Filmische Rekonstruktion nach Zeitzeugenberichten. Wolfkind-Schicksale von April 1945–1948. Suche 1955 nach Geschwistern.
- Wolfskinder, Spielfilm, Rick Ostermann (Regie), Deutschland/Litauen 2013.[41]
- Die Story: Wolfskinder – Kinderschicksale der Nachkriegszeit, 2018, Bayerischer Rundfunk.[42]
- Russlands Wolfskinder, 2018, Deutsche Welle.
- Wolfskinder, Dokumentarfilm, 2022, Günter Toepfer (Produktion).[43]